# Kontrolni broj Kongresne biblioteke
Kontrolni broj Kongresne biblioteke (engl. Library of Congress Control Number, LCCN) je serijski zasnovan sistem numeričkih katalognih zapisa u Kongresnoj biblioteci u Sjedinjenim Američkim Državama. On nije vezan za sadržaj knjiga.
Kongresna biblioteka je februara 2008 formirala LCCN Permalink servis, koji pruža stalan URL za sve njene kontrolne brojeve.

## Format
U elementarnoj formi, broj uključuje godinu i serijski broj. Od godine se koriste dvije cifre za godine od 1898. do 2000, a četiri cifre za godine počev od 2001. Tri posebna slučaja (1898, 1899, 1900) razlikuju se brojem cifara u serijskom broju. Postoje i neka odstupanja u formatu kada počinje brojem 7 jer je nakon eksperimenta provedenog od 1969. do 1972. godine uvedena cifra za provjeru (engl. check digit).
Serijski brojevi imali su šest cifara, a danas od osam do dvanaest; moraju imati predvodeće nule. Prva nula ili prve nule prije ostalih cifara su najskorija promjena formata, tako da stariji radovi prikazuju manje pune kodove. Crtica-minus često razdvaja godinu i serijski broj je opcioni. Još skorije, Kongresna biblioteka je naredila izdavačima da ne uključuju crticu-minus.